# An-34
An-34 (ros. Ан-34) – radziecki wojskowy samolot transportowy skonstruowany w OKB Antonowa. Przeznaczony do transportu ładunków, żołnierzy, spadochroniarzy oraz rannych.

## Historia
Prace konstrukcyjne rozpoczęto w 1961 r., głównym konstruktorem został Wiktor Aleksiejewicz Sumcow, nowa maszyna powstała na bazie An-24. Inżynierowie przekonstruowali przedział pasażerski na ładownię. Podłoga została wzmocniona, na prawej burcie zainstalowano drzwi ładunkowe. Piloci doświadczalni J. W. Kurlin i A. M. Cygankow oblatali prototyp 4 września 1961 r. Testy w locie wykazały szereg usterek, które usunięto w drugim prototypie. Wzmocnieniu uległa podłoga ładowni, dodano dodatkowy właz w tylnej części kadłuba. Dla usprawnienia załadunku i wyładunku na suficie ładowni zainstalowano urządzenie załadowcze. Po bokach zainstalowano składane siedzenia dla przewożonych żołnierzy, powiększono również zbiorniki paliwa.
W 1965 r. oblatano drugi prototyp, uwzględniający uwagi komisji. Próby państwowe trwały od 16 czerwca do 10 listopada 1965 r. Po ich zakończeniu samolot został przyjęty na wyposażenie Armii Radzieckiej i w tym samym roku uruchomiono jego produkcję seryjną w Zakładach Lotniczych w Irkucku. Zakończono ją w 1971 r. po wyprodukowaniu 226 egzemplarzy. W późniejszych latach jeden z egzemplarzy An-34 przystosowani do roli latającego laboratorium monitorującego obszary wodne i służący do wykrywania okrętów podwodnych. Inny egzemplarz został eksperymentalnie wyposażony w silniki typu RU-19A. W 2001 r. w Rosji i krajach WNP w użyciu pozostawało 139 maszyn An-32.

## Konstrukcja
Dwusilnikowy samolot transportowy w układzie grzbietopłatu o metalowej konstrukcji.
Kadłub o konstrukcji półskorupowej i przekroju kołowym. W przedniej części znajdowała się kabina załogi za nią ładownia dostosowana do transportu 37 żołnierzy, 33 spadochroniarzy lub 24 rannych na noszach. W tylnej części kadłuba zamontowano właz ładunkowy o wymiarach 1,4 na 2,72 metra. Integralną część kadłuba stanowiło klasyczne wolnonośne usterzenie krzyżowe. Skrzydło pięciodzielne, dwydźwigarowe o obrysie trapezowym, wyposażone w szczelinowe klapy i lotki. W skrzydle są zamontowane cztery zbiorniki paliwa. Krawędzie natarcia skrzydeł i stateczników wyposażone w instalację przeciwoblodzeniową podgrzewaną ciepłym powietrzem z silników. Podwozie trójpunktowe z kółkiem przednim, wyposażone w hamulce hydrauliczne. Koła główne zdwojone o wymiarach 900 x 300 mm, kółko przednie sterowane o wymiarach 700 x 250 mm. Do napędu samolotu wykorzystano dwa silniki turbośmigłowe AI-24T, które napędzają czterołopatowe śmigła typu AW-72T o średnicy 3,9 m. Do uruchamiania silników wykorzystywano agregat TG-16.